# Synaptophleps pelostema
Synaptophleps pelostema är en fjärilsart som beskrevs av Erich Martin Hering 1923. Synaptophleps pelostema ingår i släktet Synaptophleps och familjen träfjärilar. Inga underarter finns listade i Catalogue of Life.